# Chambal (Division)
Die Division Chambal (Hindi चंबल संभाग) ist eine Division im indischen Bundesstaat Madhya Pradesh. Sie ist nach dem Fluss Chambal benannt. Die Hauptstadt ist Morena.

## Geschichte
Die Division Chambal wurde nach dem States Reorganisation Act 1956 eingerichtet.

## Distrikte
Die Division Chambal umfasst drei Distrikte:
| Distrikt | Hauptstadt | Fläche in km² | Einwohner (Stand: 2011) | Bev.-Dichte in E/km² |
| -------- | ---------- | ------------- | ----------------------- | -------------------- |
| Bhind    | Bhind      | 4.459         | 1.703.005               | 382                  |
| Morena   | Morena     | 4.989         | 1.965.970               | 394                  |
| Sheopur  | Sheopur    | 6.606         | 687.861                 | 104                  |